# Bezwładnościowy system sterowania
Bezwładnościowy system kierowania - system sterowania aparatem latającym, oparty na zasadzie pomiaru i całkowania przyspieszeń powstających w aparacie. W charakterze czujników wykorzystuje się akcelerometry oraz urządzenia żyroskopowe umieszczone na stabilizowanej (żyroskopowo) podstawie.